# Cristina García
Cristina García mexikói írónő.

## Élete
Cristina García Mexikóban született. 1999-ben Martha Carrilóval megírták a Tres mujeres történetét. 2008-ban adaptálták A szerelem nevében című telenovella történetét. 2010-ben az Időtlen szerelem című sorozat történetét adaptálták. 2012-ben adaptálták A szív parancsa történetét.

## Munkái

### Eredeti történetek

#### Telenovellák
- A que no me dejas (2015) (Martha Carrilóval) Eredeti ötlet: Eric Vonn és Liliana Abud
- Quiero amarte (2013) (Martha Carrilóval) Eredeti ötlet: Jaime García Estrada és Orlando Merino, több eredeti történet Martha Carrillóval
- A szív parancsa (Amor bravío) (2012) (Martha Carrilóval és Denisse Pfeifferrel) Eredeti ötlet: María Zarattini , több eredeti történet Martha Carrillóval
- Bajo la misma piel (2003) (Martha Carrilóval)
- Tres mujeres (1999) (Martha Carrilóval)

#### Sorozatok
- S.O.S.: Sexo y otros secretos (2007) (Martha Carrilóval)

### Adaptációk
- Időtlen szerelem (Cuando me enamoro) (2010) (Martha Carrillóval és a második részben Denisse Pfeifferrel) Eredeti történet: Caridad Bravo Adams
- A szerelem nevében (En nombre del amor) (2008) (Martha Carrillóval) Eredeti történet: Cuauhtémoc Blanco és María del Carmen Peña
- Mi destino eres tú (2000) (Martha Carrillóval) Eredeti történet: Carmen Daniels és Jorge Lozano Soriano